# Año Nuevo lunar
El Año Nuevo Chino es el comienzo de un año cuyos meses son ciclos lunares. Este evento se celebra en diversas culturas de Asia y otros lugares del mundo, donde se usan calendarios lunisolares o calendarios exclusivamente lunares para marcar el inicio del nuevo año. El Año Nuevo lunar generalmente se asocia con el comienzo de la primavera, simbolizando renovación, prosperidad y unidad familiar.

## Calendario lunisolar
Las siguientes celebraciones del Año Nuevo lunar de Asia Oriental se basan, o se basaron históricamente, en el calendario lunisolar chino tradicional (que se realiza a fines de enero o principios de febrero):
- Año Nuevo chino: La celebración más conocida, también llamada Festival de la Primavera, que se lleva a cabo entre el 21 de enero y el 20 de febrero, dependiendo del ciclo lunar. Este evento es marcado por festivales, fuegos artificiales, comidas tradicionales y reuniones familiares.
- Año Nuevo japonés (hasta 1873): Anteriormente basado en el calendario lunar, ahora se celebra el 1 de enero, aunque muchas tradiciones relacionadas con el Año Nuevo lunar aún se mantienen, especialmente en las comunidades con raíces chinas.
- Año Nuevo coreano (Seollal): Este es un importante evento de tres días, que se celebra con tradiciones que incluyen juegos, comidas especiales como el tteokguk (sopa de pastel de arroz), y ceremonias de respeto hacia los antepasados.
- Año Nuevo tibetano (Losar): Se celebra en el primer día del primer mes del calendario lunar tibetano, con oraciones, bailes tradicionales y actividades culturales. El Losar marca el comienzo de un nuevo ciclo agrícola.
- Año Nuevo vietnamita (Tết): Tết es la festividad más importante en Vietnam. Se celebra con grandes banquetes familiares, limpieza de casas, y ofrendas a los ancestros. En el calendario lunar, Tết se celebra entre enero y febrero.
- Año Nuevo mongol (Tsagaan Sar): Celebrado en el primer día del año lunar, Tsagaan Sar está marcado por la realización de ofrendas a los ancestros, la vestimenta tradicional y la preparación de platos como el cordero asado.

## Tradición india
Estas celebraciones tradicionales de Asia del Sur se observan de acuerdo con los calendarios lunisolares locales, y están profundamente influenciadas por la tradición india, que marca el Año Nuevo solar en la entrada del Sol en Aries:
- Ugadi y Gudi Padwa: Celebrados principalmente por los pueblos del Decán, marcan el inicio de un nuevo año según el calendario lunisolar hindú. Las festividades incluyen la preparación de platos tradicionales y la decoración de hogares con hojas de mango y flores.
- Meitei Cheiraoba: Este es el Año Nuevo lunisolar celebrado por los Meitei, una comunidad en el noreste de India. La festividad es un momento para orar por la prosperidad y la buena salud en el próximo año.
- Navreh: Celebrado por los Pandits del Valle de Cachemira, el Navreh marca el inicio de un nuevo año lunar, que tradicionalmente se celebra con platos especiales, como el 'harissa' y 'cheer', y el uso de hojas de mango y flores para decorar las casas.
- Nyepi: Este es el día de Año Nuevo lunisolar celebrado en Bali, Indonesia, en el que se marca el comienzo del año con un día de silencio y reflexión. Se realizan grandes procesiones previas al día de silencio, con impresionantes figuras llamadas "Ogoh-Ogoh", que simbolizan los demonios y espíritus malignos.

Otras culturas usan diferentes métodos para determinar el nuevo año:
- Año Nuevo musulmán: Es la única celebración de Año Nuevo basada puramente en el calendario lunar islámico, el cual comienza con el avistamiento de la luna nueva.
- Rosh Hashanah: En la tradición judía, el Rosh Hashanah marca el inicio del nuevo año lunar en el mes de Elul del calendario hebreo.
- Año Nuevo tailandés (Songkran): Aunque el calendario tradicional tailandés es lunisolar, el inicio del nuevo año se determina puramente por el sol y está asociado con el comienzo de la temporada de lluvias.
- Ugadi y Gudi Padwa: Este es el día de Año Nuevo para la población del Decán, India, y también es un lunisolar, con celebraciones que incluyen danzas, música y la preparación de platos dulces.